# Silabário
Um silabário é um conjunto de símbolos de escrita que representam (ou aproximam) sílabas que compõem palavras. Um símbolo num silabário representa tipicamente um som consoante opcional seguido por um som vogal. Num silabário verdadeiro não existe nenhuma semelhança gráfica sistemática entre caracteres foneticamente relacionados (se bem que alguns possuam uma semelhança gráfica para as vogais). Isto é: os caracteres para "te", "ta" e "to" não têm uma semelhança que indique a sua t-ice. Isto é diferente de um abugida, em que cada grafema representa tipicamente uma sílaba, mas onde caracteres que representam sons relacionados são graficamente semelhantes (tipicamente, uma base consonântica comum é alterada de uma forma mais ou menos consistente para representar a vogal da sílaba).

## Línguas
A língua japonesa usa dois silabários (chamados kana): hiragana e o katakana (desenvolvidos cerca do ano 700). São usados principalmente para transcrever foneticamente palavras e elementos gramaticais nativos expressados pelos kanji (ideogramas), bem como palavras importadas para as quais não existem ideogramas (por exemplo: hotel é ho-te-ru em japonês). Uma vez que a maior parte dos kana em japonês são do tipo CV (consonante + vogal), um silabário adequa-se bem à escrita da língua. Por vezes, no entanto, sugere-se que os kana deveriam ser chamados de escrita moraica e não silabários, visto que se baseiam em moras e não em sílabas. No entanto, na época em que os kana se desenvolveram, o japonês era ainda uma língua marcada por sílabas, e por isso o nome não é inteiramente inadequado.
A língua portuguesa, por outro lado, permite estruturas silábicas mais complexas, tornando problemático escrevê-la com um silabário. Para escrever português com um silabário, cada sílaba possível de uma palavra portuguesa teria de possuir um símbolo separado. Portanto, seria necessário ter símbolos separados para "ca", "ce", "cal", "cai", "can", "cen", "ci", "cin", "cau", etc.
Outras línguas que usam ou usaram escrita silábica são o grego micénico (Linear B) e línguas nativas americanas, tais como o cherokee. Várias línguas do Oriente Próximo antigo usavam o cuneiforme, que é um silabário com alguns elementos não-silábicos.
Outros exemplos de silabários são a Escrita etíope, usada para línguas como o amárico, o tigrínia, e os Silabários Aborígenes Canadianos, usados para algumas línguas algonquinas e algumas línguas esquimo-aleutianas.
Para a língua cantonesa utiliza-se em Macau um silabário codificado de romanização com o objetivo de evitar disparidades na romanização dos nomes próprios escritos em caracteres chineses tradicionais.